# Rezerwat hydrologiczny „Potylicki”
Rezerwat hydrologiczny „Potylicki” (ukr. Потелицький) – obszar chroniony o powierzchni 162 ha, położony na Ukrainie, na północ od wsi Potylicz. Rezerwat obejmuje torfowiska w dolinie Tylicza, prawostronnego dopływu Raty, gdzie gnieżdżą się liczne gatunki ptaków wodno-błotnych.